# Агатангел Цаусис
Агатангел (на гръцки: Αγαθάγγελος, Агатангелос) е гръцки духовник.

## Биография
Роден е в 1955 година в понтийското село Хопса със светско име Николаос П. Цаусис (Νικόλαος Π. Τσαούσης). На 16-годишна възраст става монах в манастира Прасареа. На 6 май 1906 г. е ръкоположен за дякон. Служи като дякон в катедралата на Халкидонската епархия. Учи във Великата народна школа. В 1919 г. завършва богословското училище на Халки. Остава в Цариград като проповедник и учител.
В 1922 г. при размяната на население между Турция и Гърция, емигрира и се установява в Драма. На православна неделя 1927 г. е ръкоположен за презвитер от Лаврентий Драмски. Преподава в средното религиозно училище в Драма до 1941 г. На 13 март 1941 г. със заповед на Светия синод отива в Ксанти.
След окупацията на Западна Тракия, българските власти го депортират в Солун за антибългарски действия. В Солун служи като викарий в църквата „Света Ксени“ и преподава във Втора девическа гимназия.
В 1945 г. той се завръща в Драма и продължава да бъде учител. На 4 ноември 1945 г. в Атина е ръкоположен за неврокопски митрополит от Генадий Солунски в съслужие с Дионисий Йерисовски, Никифор Костурски и Калиник Касандрийски. В 1951 г., след преместването на митрополит Кирил Зъхненски в Тесалиотидска и Фанариоферсалска епархия, с решение на Светия Синод на Зъхненската епархията е присъединена към Неврокопската. На 26 септември 1951 година става наместник на Зъхненската катедра, а на 6 октомври 1951 става зъхненски митрополит. През септември 1952 година става зъхненски и неврокопски митрополит. На 14 януари 1961 година става наместник на Сярската и Нигритска епархия. Умира в Черпища, Сярско, на 3 януари 1965 г.